# 4 Non Blondes
4 Non Blondes —  американская рок-группа из Сан-Франциско, Калифорния, образованная в 1989 году. Основали коллектив бас-гитаристка Криста Хиллхаус (род. 28 ноября 1961 года), гитаристка Шаанна Холл, барабанщица Ванда Дей и вокалистка Линда Перри. Перед выходом первого альбома группы Роджер Роша заменил Шаанну Холл, а Дон Ричардсон — Ванду Дэй. Они попали в чарты в 1993 году с песней «What’s Up?», их единственным сильным хитом. Вскоре после того, как Перри покинула группу в 1994 году ради сольной карьеры, группа распалась.

## Карьера
Криста Хиллхаус и Шаанна Холл были соседями по комнате и познакомились с Вандой Дэй, когда они присоединились к группе, в которой она играла. Когда все трое покинули эту группу, они начали играть как трио. Но, заметив, как Перри поет в сольном исполнении, Хиллхаус и Холл попросили её присоединиться к ним в качестве вокалиста. Их первая репетиция должна была состояться в 18 часов 17 октября 1989 года, но вскоре после 17 часов произошло землетрясение Лома-Приета, что помешало их планам.
Группа подписала контракт с лейблом Interscope в июле 1991 года после выступления на Gavin Convention, где уже ранее группа играла на разогреве у Primus в День Святого Валентина того же года. Когда они начали предпроизводство своего дебютного альбома, Ванда Дэй была заменена Ричардсоном. В 1992 году во время записи "Bigger, Better, Faster, More!" продюсер альбома Дэвид Тикль почувствовал, что игра Холл на гитаре «не тянет», поэтому её также попросили уйти из группы. В итоге запись альбома закончил Луис Метойер. Роджер Роша присоединился к группе уже после завершения альбома и оставался с группой до 1994 года.
После ухода из группы в 1991 году Ванда Дэй продолжила выступления с группой Malibu Barbi, а затем и с Bad Dog Play Dead. В конце 1992 года она попала в аварию, сломала ноги и сломала себе спину, что сделало игру на барабанах для неё очень болезненной. Она переехала из Сан-Франциско в 1995 году, провела некоторое время в Аризоне и в конце концов вернулась в Солт-Лейк-Сити. Ванда Дэй умерла 10 июля 1997 года, по словам Кристы Хиллхаус, от передозировки наркотиков, и была похоронена в городке Тропик (Юта).

## Поздние работы
4 Non Blondes выпустили песню «Mary’s House» как саундтрек к фильму Мир Уэйна 2 в 1993 году. Также они записали кавер на песню «I’m the One» группы Van Halen как саундтрек к фильму Пустоголовые. Группа выпустила песню «Bless the Beasts and Children» для трибьют-альбома If I Were a Carpenter группы The Carpenters и песню «Misty Mountain Hop» для трибьют-альбома Encomium: A Tribute to Led Zeppelin группы Led Zeppelin.
Группа распалась в конце 1994 года в процессе записи их второго альбома. Вокалистка Линда Перри решила заняться сольной карьерой, после чего выпустила несколько сольных работ, а также продюсировала и была автором песен для хитовых альбомов Кристины Агилеры, Алиши Киз, Пинк, Гвен Стефани, Кортни Лав и Келли Осборн. Холл записывала, продюсировала, сочиняла и играла вместе с разными музыкантами, включая вокалиста Storm Large (1999—2001), гитариста Эрика Макфаддена (1995—2001), и одного из основателей фанка Джорджа Клинтона & Parliament-Funkadelic (2002-), и выпустила самостоятельный проект «Electrofunkadelica: e3+FUNKnth = music for the body, mind & soul» в 2006 году на лейбле "Make Music, Not War! Records".
11 мая 2014 года группа снова собралась вместе, чтобы провести небольшой концерт на благотворительном вечере «An Evening For Women» в Лос-Анджелесе в отеле Beverly Hilton. Они исполнили шесть песен: «Train», «Spaceman», «The Ladder», «Mighty Lady», «Superfly» и «What's Up?». Вечер был организован лос-анджелесским ЛГБТ-центром.
Линда Перри и Криста Хиллхаус также воссоединялись в 1999 году в поддержку сольного тура Перри. Хиллхаус, руководившая официальным сайтом коллектива, на протяжении нескольких лет пыталась сотрудничать с рядом других проектов, но ни один из них не имел существенного коммерческого успеха.

## Участники
- Линда Перри — вокал, гитара (1989—1994, 2014)
- Криста Хиллхаус — бас-гитара (1989—1994, 2014)
- Шаанна Холл — гитара (1989—1992)
- Ванда Дей — ударные (1989—1991; умерла в 1997)
- Дон Ричардсон — ударные (1991—1994, 2014)
- Роджер Роша — гитара (1992—1994, 2014)

## Дискография

### Альбомы
| Год  | Альбом                                                                       | Пиковые позиции в чартах | Пиковые позиции в чартах | Пиковые позиции в чартах | Пиковые позиции в чартах | Пиковые позиции в чартах | Пиковые позиции в чартах | Пиковые позиции в чартах | Пиковые позиции в чартах | Пиковые позиции в чартах | Пиковые позиции в чартах | Сертификация                                          |
| Год  | Альбом                                                                       | US                       | AUS                      | AUT                      | GER                      | NLD                      | NO                       | NZ                       | SWE                      | CH                       | UK                       | Сертификация                                          |
| ---- | ---------------------------------------------------------------------------- | ------------------------ | ------------------------ | ------------------------ | ------------------------ | ------------------------ | ------------------------ | ------------------------ | ------------------------ | ------------------------ | ------------------------ | ----------------------------------------------------- |
| 1992 | Bigger, Better, Faster, More! - Выпущен: 13 октября 1992 - Лейбл: Interscope | 13                       | 4                        | 1                        | 1                        | 1                        | 1                        | 10                       | 1                        | 1                        | 4                        | - US: Platinum - AUS: Gold - GER: 3 × Gold - UK: Gold |

### Концертные альбомы
- Hello Mr. President (Live in Italy 1993) (1994)

### Синглы
| Год                                         | Название             | Пиковые позиции в чартах | Пиковые позиции в чартах | Пиковые позиции в чартах | Пиковые позиции в чартах | Пиковые позиции в чартах | Пиковые позиции в чартах | Пиковые позиции в чартах | Пиковые позиции в чартах | Пиковые позиции в чартах | Пиковые позиции в чартах | Пиковые позиции в чартах | Пиковые позиции в чартах | Альбом                        |
| Год                                         | Название             | US                       | AUS                      | AUT                      | BEL                      | FRA                      | GER                      | NLD                      | NOR                      | NZ                       | SWE                      | SWI                      | UK                       | Альбом                        |
| ------------------------------------------- | -------------------- | ------------------------ | ------------------------ | ------------------------ | ------------------------ | ------------------------ | ------------------------ | ------------------------ | ------------------------ | ------------------------ | ------------------------ | ------------------------ | ------------------------ | ----------------------------- |
| 1992                                        | «Dear Mr. President» | —                        | —                        | —                        | —                        | —                        | —                        | —                        | —                        | 40                       | —                        | —                        | 79                       | Bigger, Better, Faster, More! |
| 1993                                        | «What’s Up?»         | 14                       | 2                        | 1                        | 1                        | 3                        | 1                        | 1                        | 1                        | 2                        | 1                        | 1                        | 2                        | Bigger, Better, Faster, More! |
| 1993                                        | «Spaceman»           | 117                      | 85                       | 19                       | 24                       | —                        | 28                       | 25                       | —                        | 23                       | —                        | 18                       | 53                       | Bigger, Better, Faster, More! |
| 1993                                        | «Mary’s House»       | —                        | —                        | —                        | —                        | —                        | —                        | —                        | —                        | —                        | —                        | —                        | —                        | Bigger, Better, Faster, More! |
| 1994                                        | «I’m the One»        | —                        | —                        | —                        | —                        | —                        | —                        | —                        | —                        | —                        | —                        | —                        | —                        | Airheads soundtrack           |
| 1994                                        | «Superfly»           | —                        | —                        | —                        | —                        | —                        | —                        | —                        | —                        | —                        | —                        | —                        | —                        | Bigger, Better, Faster, More! |
| 1995                                        | «Misty Mountain Hop» | —                        | 78                       | —                        | —                        | —                        | —                        | —                        | —                        | —                        | —                        | —                        | —                        | Encomium                      |
| «—» означает, что запись не попала в чарты. |                      |                          |                          |                          |                          |                          |                          |                          |                          |                          |                          |                          |                          |                               |